# Chang’an (köpinghuvudort i Kina, Zhejiang Sheng, lat 30,46, long 120,44)
Chang'an är en köpinghuvudort i Kina. Den ligger i provinsen Zhejiang, i den östra delen av landet, omkring 35 kilometer nordost om provinshuvudstaden Hangzhou. Antalet invånare är 110 352. Befolkningen består av 54 449 kvinnor och 55 903 män. Barn under 15 år utgör 11,0 %, vuxna 15-64 år 78 %, och äldre över 65 år 9,0 %.
Runt Chang'an är det tätbefolkat, med 762 invånare per kvadratkilometer. Närmaste större samhälle är Xucun, 7,9 km väster om Chang'an. Trakten runt Chang'an består till största delen av jordbruksmark.
Genomsnittlig årsnederbörd är 1 869 millimeter. Den regnigaste månaden är juni, med i genomsnitt 328 mm nederbörd, och den torraste är november, med 74 mm nederbörd.